# 航行自由
航行自由，或稱為自由航行（英語：Freedom of navigation，缩写FON），是国际习惯法中的一个原则，即除了国际法规定的例外情况，悬挂任何主权国家旗帜的船舶不受来自其他国家的干扰。该权利已被《联合国海洋法公约》第87(1)a条加以法典化，但是该公约并未获得全部联合国成员国批准。

## 历史
到现代早期，国际海事法主要由习惯组成，有时偶尔也获得法典化，例如14世纪加泰罗尼亚的《海上领事馆》（加泰罗尼亚语：Consolat de mar）。这样的习惯被捕获法院用来裁决货物在在公海被海盗捕获的实际案例。从“Consolato”（和其他同时代的法典）中可提取出来的规则是：“敌方货物可以在中立船只中被捕获，中立货物可自由运上敌船。”本规则的第一部分意味着中立航行在战时“不是”神圣不可侵犯的（尽管第二部分意味着中立所有者的货物是神圣不可侵犯的），因此与我们现在所称的“航行自由”相悖。这一原则（我们将简称其为Consolato规则）被英国（后为大不列颠）、法国和西班牙等主要海军强国长期遵守。
然而，从17世纪荷兰共和国（当时欧洲主要的船运国）开始，另一项规则开始获得倡导，即所谓“自由船只（导致）自由货物”。这一原则指出，即使是敌方货物（通常将走私品除外），只要是在中立船只中，也是不可侵犯的。尽管有时（并不总是）规则的推论是，敌方船只运送的中立货物可以没收。然而，这条规则的第一部分使中立船只不受侵犯，这是航行自由原则的核心。由于这一原则违背了国际习惯，所以它必须体现在双边条约中以成为国际法的一部分。这种条约中最早的例子实际上是法兰西国王亨利四世同奥斯曼帝国在1609年签订，随后1612年奥斯曼帝国同荷兰共和国也签订了含有这一原则的条约。当西班牙和荷兰共和国之间的八十年战争结束时（战争期间西班牙捍卫自己对海洋的主权主张，以对抗荷兰声称的“公海自由”，后者是格老秀斯在《海洋自由论》中提出的），两国达成了一份通商条约，其中规定了“自由船只，自由货物”的原则。荷兰共和国随后与其他大多数欧洲国家缔结的双边条约中，也包含了“自由船只，自由货物”的原则，虽然有时不得不用武力获得这一让步，例如与英国在布雷达条约 (1667年)和威斯敏斯特条约 (1674年)中。然而，英国在与其他国家的关系中坚持“Consolato”规则，正如法国一样，直到1744年该国同意延伸特权给当时坚持中立的荷兰。
这样，荷兰利用条约法建立了一个双边条约网络，在互惠的基础上扩展“航行自由”，荷兰船只在18世纪的许多欧洲战争中保持中立，它们拥有特权（为所有交战方提供航运服务）。英国非常不满这样的安排，因为英国是18世纪的主要海军强国，荷兰的特权破坏了英国的海军封锁效能。在美国独立战争中，该问题更加突显，荷兰在1674年英荷条约的保护下，为美国和法国提供海上运输。英国则针对荷兰船只拓宽了“搜索权”的使用范围，这导致了费尔丁和比兰特事件。在该事件中，一个英国海军中队在和平时期逮捕了一支荷兰舰队，尽管护航的荷兰海军提出了异议。
不久，英国废除了1674年条约，这可能意味着“自由船只，自由货物”原则的死亡，但是多亏俄国女皇叶卡捷琳娜二世已经在同一时期接过了这一原则，从而使这一原则免于死亡。1780年3月，叶卡捷琳娜二世发表宣言，其中包括声称“自由船只，自由货物”的原则是中立国的基本权利。为了捍卫这一原则，她成立了第一次武装中立联盟，荷兰在同年底支持了该联盟（从而引发了第四次英荷战争）。她的宣言中的原则不仅被该联盟的成员支持，就连法国、西班牙和新生的美利坚共和国（虽然作为交战方，他们不可能成为联盟成员）也支持。
然而，作为一项国际法原则（除了条约法），“自由船只，自由货物”很快又在19世纪法国革命战争中被交战双方的实践推翻。例如，在19世纪早期美国法院的判例中，“Consolato”原则在案件中普遍适用，不受条约约束。另一方面，美国政府在与其他国家缔结的友好通商条约中，坚定地将“自由船只，自由货物”原则纳入其中（起初是1778年和法国的条约，随后是1782年和荷兰共和国的条约）。换句话说，当时美国的观点（追随英国的做法）是承认“Consolato”是国际习惯法，但认为可以用双边基础上的条约法取代。美国也在认真争取在习惯法中用“自由船只，自由货物”代替“Consolato”。
最终英国放弃了对1780年叶卡捷琳娜二世首先制定的各项原则的抵制。1856年巴黎海战宣言接受了这些原则，其中包括“自由船只导致自由货物”，但拒绝接受“敌对船只导致敌对货物”的原则。该宣言由各大国签署（讽刺的是美国没有签署），并很快获得其他国家遵守。新规则（结合了“Consolato”的“最好”的部分和“自由船只，自由货物”）是：“中立旗帜保护敌方货物（走私品除外）；敌方旗帜保护的中立货物不得被查封。”
在20世纪，这一新原则成为更广泛的海洋法法律体系的一部分（目前也体现在1982年《联合国海洋法公约》中），也成为美国总统伍德罗·威尔逊提出的十四点和平原则中的第二点。美国尚未批准《联合国海洋法公约》，尽管美国是此前1958年《公海公约》的缔约国。但是，美国不批准的原因和航行自由原则无关，美国现在依然认为航行自由原则是国际习惯法的一部分，不批准《联合国海洋法公约》并不意味着美国认为自己不受航行自由原则约束。美国的立场是坚持所有国家都必须遵守《联合国海洋法公约》，尽管美国自己尚未批准该条约。
在聯合國海洋法公約的第七部分公海（英語：High Sea），公海對所有國家開放，包括航行自由與飛越自由，因此世界各國在公海中享有自由航行權利。

## 航行自由计划
国际法中的航行自由通常指商业航行及贸易航行。军事航行则是由《联合国海洋公约法》等国际法约束，例如无害通过专属经济区，不能进行探测、潜艇活动等违法行为。

### 美國
1918年1月18日，美國總統伍德羅·威爾遜提出的十四點和平原則就包括平時與戰時的航行自由原則。
1979年，美国卡特政府推出了“航行自由”（英語：Freedom of Navigation）计划。该计划是美国政府的一项外交及军事行动计划，旨在防止沿海国家的“过度海洋主张”挑战美国的海洋霸主地位，以保证美国军事力量在全世界机动畅通。该计划的出台主要是第二次世界大战之后美国应对其海洋大国地位受到挑战的产物。计划界定了“过度海洋主张”，提出外交活动和“军事宣示”相结合的应对方针。自卡特政府之后，美国历届政府都继承并实施了该计划。美国每年根据自己认定的其他国家和地区所谓“过度海洋主张”来开展航行自由行动，在外交及军事上对这些国家和地区发起挑战。
该计划实施后，美国每年向一些国家和地区宣布限制措施的海域派遣海军舰船及军机，以显示美国不接受这些国家和地区的权利主张。在伊拉克战争和阿富汗战争期间，美国不得不缩减航行自由行动的开支。在2012年和2013年航行自由行动中，美国都是对12个国家提出了挑战。在2014年航行自由行动中，美国对中国大陆、厄瓜多尔、印度、菲律宾、韩国、台湾等19个国家和地区“提出了挑战”。2014年行动的增加是因为美国加强了对拉美地区的阿根廷、巴西和委内瑞拉的挑战。在2010年代初，伊朗和菲律宾一直是常受美国挑战的国家，这是因为它们位于繁忙的海上航道。
一些国家的领海基线采用直线画法，早在1951年国际法院便在判决中确认这一方法“不违反国际法”。但美国不承认，认为直线画法太宽，应有弧度，并将直线画法称作“过度海洋主张”。《联合国海洋法公约》规定沿海国对200海里专属经济区拥有三條管轄權：1.人工岛屿、设施和结构的建造和使用；2.海洋科学研究；3.海洋环境的保护和保全。美国认为，美国有权在各國專屬經濟區开展包括军事航行在内的不違反上述三條管轄權的活动，也允許外國軍艦在不違反國際法條款的情況下進入美國的專屬經濟區乃至領海。
自1990年代以来，特别是自2000年代末以来，中国大陆成为美国航行自由行动的重要目标。美国侦察舰船长期在中国专属经济区内大范围、高频度活动。1990年代以来，中美在中国沿海发生了一系列海上摩擦，都和美国航行自由行动密切相关，包括2001年中美南海撞机事件和2009年无瑕号间谍船对峙事件，而中华人民共和国政府主张其在南海各项权益边界的依据亦與越南，菲律賓有爭議，詳見菲律宾控告中国案。美国2014财年《自由航行报告》对中国“过度的主权声索”的描述包括：领海基线直线划法、对专属经济区上空拥有管辖权、对飞越防空识别区但无意进入中国领空的飞机实施限制、通过国内法将外国实体在专属经济区的勘探活动定为非法。
美国称其執行自由航行計畫並不針對特定國家，除了對於過度主張海洋權力的國家外，美國也會對日本、韓國與台灣等盟邦周邊海域執行自由航行計畫，行為準則受「美國海上行動法指揮官手冊」規範，明文規定在執行自由航行計畫時，可以採用哪些戰術以及禁止使用的戰術，執行單位是國家安全會議與美國國防部，外交政策單位是美國國務院負責，主要為防止國際間的區域衝突擴大，維持世界和平與穩定。

### 法國
法國國防部長助理告知法新社媒體法國海軍平均每年派遣軍艦航行臺灣海峽，是依據國際法進行自由航行。

### 加拿大
加拿大皇家海軍哈利法克斯級巡防艦里賈納號（英語：HMCS Regina）在2019年6月18日執行聯合國制裁北韓走私任務途中航經台灣海峽；台灣國防部表示此為加拿大海軍行使自由航行權；加拿大駐台北貿易辦事處指出2018年卡加立號（英語：HMCS Calgary）軍艦也曾航行經過台灣海峽。

## 延伸阅读
- Atherley-Jones, L.A., Bellot, H.H.L. (1907) Commerce in War. Methuen & co. （页面存档备份，存于）
- Dupuy, R.J., Vignes, D. (1991) A handbook on the new law of the sea. Martinus Nijhoff Publishers, ISBN 0-7923-1063-2